# Judith Reyes
Judith Reyes Hernández (Ciudad Madero, Tamaulipas, 22 de marzo de 1924 - 27 de diciembre de 1988) fue una compositora, escritora, periodista y cantante mexicana. Luego de una breve carrera comercial, se adentró en el canto y la composición de movimientos sociales de izquierda así como en su documentación convirtiéndose en pionera en su país de la canción de protesta.

## Biografía
Inició su carrera artística en Ciudad Madero, en donde cantaba para ganarse la vida. Su padre le regaló una guitarra a los 14 años. Ya en la Ciudad de México, a los 16 años formó junto a su esposo el Dueto Alarcón, agrupación con la que actuaría e incluso llegaría a presentarse en los Estados Unidos.
Separada de Eduardo Alarcón, Reyes conoció a Tata Nacho, quien la introdujo en la fundación de la Sociedad de Autores y Compositores de México. En esa época temas suyos fueron interpretados por Jorge Negrete como El rapto y Tito Guízar, "Corazón burlado". La muerte de Jorge Negrete en 1953 le llevó a no volver a componer canciones ni a actuar en público. Decidió volver a Chihuahua con su madre e hijos.
Se dedicó al periodismo y fundó el periódico de izquierda Acción. Voz Revolucionaria del Pueblo, el cual servía como órgano de comunicación de movimientos sociales. En 1958 intentó postularse a senadora por su estado por el Frente Electoral del Pueblo. Para impedir su elección fue encarcelada injustamente.
Luego de una visita a Ciudad Madera, decidió componer canciones para apoyar movimientos sociales como el obrero, el campesino y el estudiantil e involucrarse en ellos. Según lo dicho por ella misma, antes de sus composiciones no había en México alguien haciendo canción de protesta.
Ella estuvo presente en los movimientos sociales que precedieron al movimiento estudiantil del 68 que enarboló como uno de los puntos; "Presos políticos libertad", "Libertad para Valentín Campa, Demetrio Vallejo", libertad a los participantes de los movimientos de los cincuentas magisterial, médico y ferrocarrilero, entre otros.
Desde entonces visitó decenas de pueblos y ciudades para interpretar sus canciones. Conoció a líderes guerrilleros como Arturo Gámiz, quien moriría en el Asalto al cuartel de Madera en 1965 y motivaría que Reyes le compusiera el Corrido a Arturo Gámiz.
Sus canciones combativas fueron conocidas  por  Fidel Castro y "El Che" cuando residieron en México.
Violeta Parra es considerada la máxima cantautora combativa de América Latina sin embargo es Judith Reyes es la pionera y que vivo los tiempos más violentos del gobierno priista y la influencia imperialista de América Latina.
Participó activamente en el movimiento de 1968 en México, durante el cual compuso canciones como Corrido a los combates del Politécnico, parte de las canciones que además interpretaba en público para romper la censura informativa en torno a la represión del gobierno mexicano. Luego de sufrir tortura y desaparición forzada por varios meses en 1969, abandonó el país un tiempo para vivir en Europa.
Actuó en ese tiempo en quince países del mundo y grabó sus temas en disqueras de Italia, Estados Unidos y Francia. A su vuelta a México se vinculó a artistas como Los Nakos, León Chávez Teixeiro y al Colectivo Libre de Experimentación Teatral (CLETA).
Murió de un infarto en 1988.

## Obra

### Discografía
- Aquí está el Che (1967)
- Messico Oppresso (I Dischi Del Sole, 1970)
- Judith Reyes canta (1973)
- Mexico Days Of Struggle (Paredón Récords, 1973)
- Cronología del Movimiento Estudiantil 1968 (1974)
- Iztacalco (1976)
- Crónica Mexicana (Le Chant Du Monde)

### Libros
- La otra cara de la patria: autobiografía (1974)
- El corrido: presencia del juglar en la historia de México (Universidad Autónoma Chapingo, 1997)